# De la guerra etnosanta a la iglesia Tawantinsuyana
De la guerra etnosanta a la iglesia Tawantinsuyana: la reivindicación de los "demonios" y el color insurgente de la fe es una obra de no ficción del político Antauro Humala que fue presentado en 2013. Argumenta el rescate de la identidad religiosa y filosófica indígena, especialmente la del Tahuantinsuyo, marginado desde la época colonial por la cultura occidental.

## Desarrollo
El 1 de agosto de 2012 el libro fue presentado en la XVII Feria del Libro en Lima por Isaac Humala, padre de Antauro y Ollanta Humala, este último presidente del Perú entre 2011 a 2016.
El libro fue escrito en prisión, ya que Antauro Humala cumple condena por liderar el Andahuaylazo en 2005, una revuelta de reservistas de las Fuerzas Armadas del Perú, que buscaba derrocar al entonces presidente Alejandro Toledo Manrique. Es la tercera publicación literaria de Humala, su fecha de publicación oficial fue el 28 de julio de 2013 durante las celebraciones de Fiestas Patrias en la Feria Internacional del Libro de Lima.
El libro fue publicado en Cusco el 17 de junio de 2013 por etnocaceristas allegados a Humala.

## Argumento

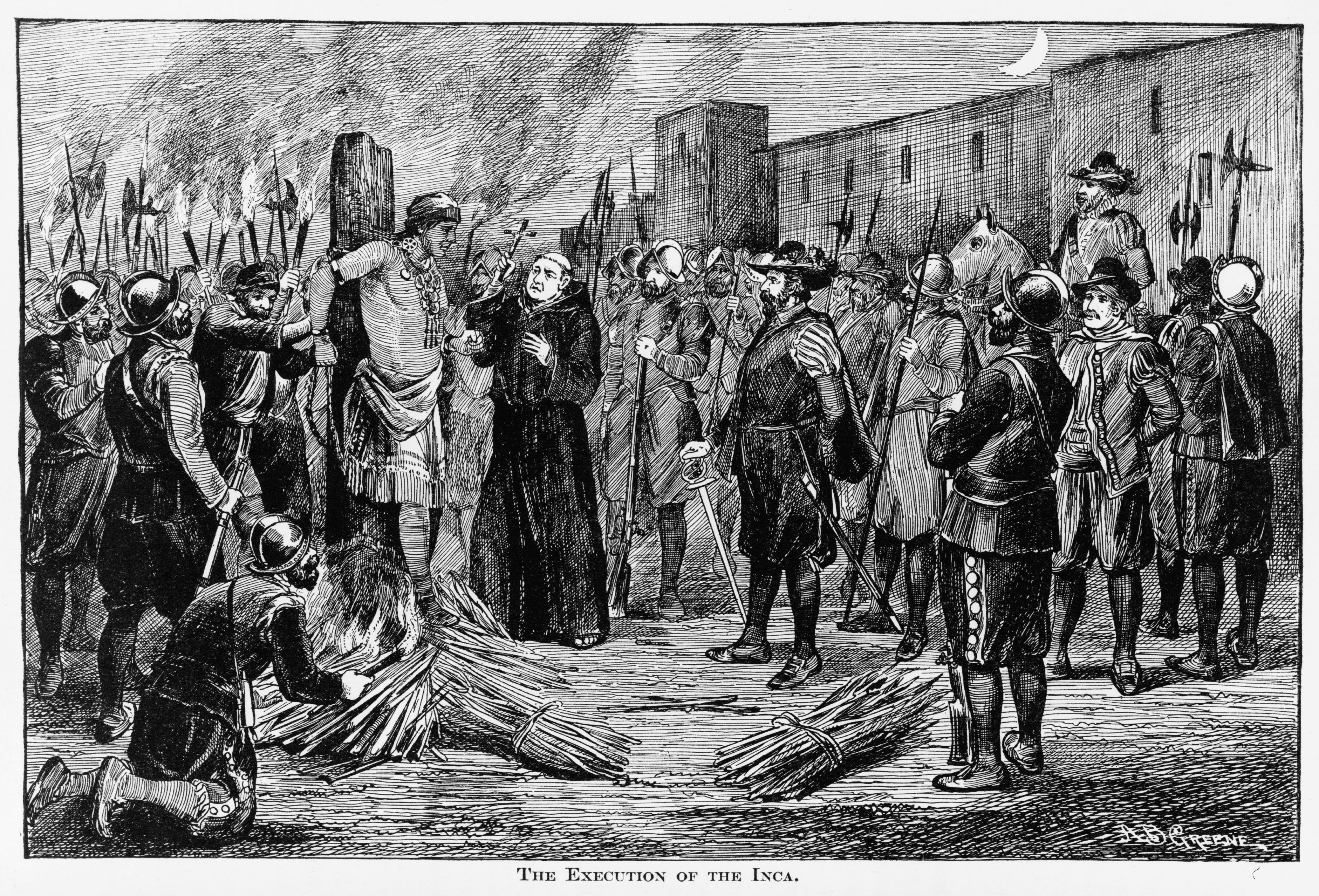
Ejecución de Atahualpa, último emperador del Imperio incaico, según grabado del por parte de los conquistadores españoles, antes de su muerte fue bautizado bajo el cristianismo.

### Cristiandad e indígenas
Humala relata en modo de pensamiento la infiltración de la cristiandad en contraposición de las creencias nativas de los pueblos originarios de América ante el establecimiento de los españoles en el territorio del derrotado Imperio incaico, también muestra el choque de civilizaciones como una guerra que sigue en curso desde 1532. El mismo Humala lo describe en su propio libro en el capítulo de "Ataucusismo y exegenesis andina":

...sobre la guerra de la religión cristiana, del Dios único en tres dioses (Dios Padre, Dios Hijos y Dios Espíritu santo), además su Virgen madre y sus santos contra la religión andina, su dios Pachakamaq y sus idolatrías del Sol, la Luna, las huacas y los apus.
"Ataucusismo y exegenesis andina", De la guerra etnosanta a la iglesia Tawantinsuyana, 2013.

### Reivindicación de la cultura indígena
Humala expresa que la sumisión del indígena por sobre la hegemonía cultural de Occidente debe ser erradicado, teniendo énfasis en el caso de la religión, pero también en el sistema político, filosófico y económico.

## Crítica
El libro es abiertamente anticristiano, anticapitalista, anticomunista y antisionista. Aunque en el caso del cristianismo, para Humala los indígenas son mejores fieles a las costumbres hebreas por idiosincrasia milenaria que los blancos europeos.
Isaac Humala expresa que el libro «defiende la necesidad de revivir la cultura andina además de hacer una crítica de la religión cristiana por considerarla irracional».